# آفست کربن

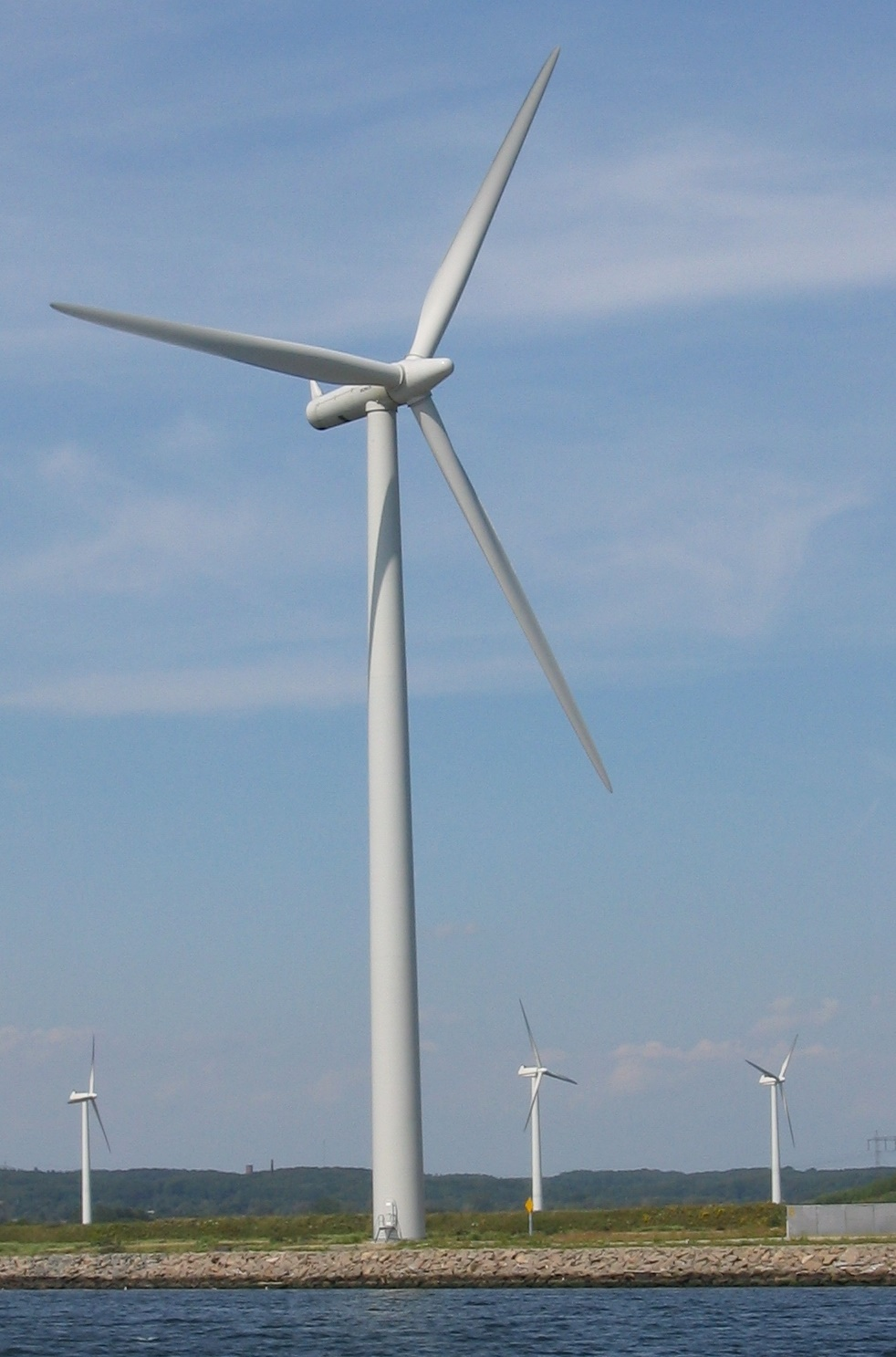
استفاده از انرژی‌های نو از مهم‌ترین برنامه‌ها برای کاهش میزان انتشار گازهای گلخانه‌ای است.

آفسِت کربن یا تعدیل کربن (به انگلیسی: Carbon offset)، به کاهش انتشار دی‌اکسید کربن یا دیگر گازهای گلخانه‌ای ایجادشده گفته می‌شود.
آفست کربن با واحد متریک «کربن دی‌اکسید معادل» (CO2e) سنجیده می‌شود که آنرا می‌توان به ۶ دسته‌بندی کلی تقسیم کرد: کربن دی‌اکسید، متان، دی نیتروژن منواکسید، فلوئورکربن، هگزا فلوراید گوگرد و هیدروفلوئورکرین تقسیم کرد.